# Clarke Sound
Clarke Sound ist eine Wasserstraße im Foxe Basin in Qikiqtaaluk, Nunavut, Kanada. Er befindet sich zwischen North Tweedsmuir Island und der Baffininsel.
Der Sound wurde nach Louis Colville Gray Clarke, Kurator des Museum of Archaeology and Anthropology, University of Cambridge benannt.